# André Vital Félix da Silva
Dom André Vital Félix da Silva SCJ, (Recife, 31 de maio de 1965) é um padre dehoniano e bispo católico brasileiro. É o sexto bispo de Limoeiro do Norte.

## Estudos
Sendo o segundo filho de Severino Félix da Silva e Maria Amélia da Silva, o recifense André Vital ingressou no Seminário dos Sacerdotes do Sagrado Coração de Jesus (Dehonianos) em 1983, no Colégio São João (Recife) e posteriormente no Centro Vocacional SCJ (Paulista, Pernambuco). Posteriormente, realizou seus estudos de Filosofia no Instituto Salesiano de Filosofia do Recife e seus estudos em Teologia no Instituto de Teologia do Recife.
Em 1985, ingressou no noviciado Nossa Senhora de Fátima, em Jaraguá do Sul, emitindo seus primeiros votos religiosos no dia 25 de fevereiro de 1986.
Entre 1994 e 1997, cursou mestrado em Teologia bíblica pela Universidade Gregoriana (PUG-Roma).

## Presbiterado
André Vital foi ordenado diácono no dia 12 de agosto de 1990, na Paróquia Nossa Senhora dos Prazeres em Paulista e foi ordenado padre no dia 2 de fevereiro de 1991, na Paróquia do Sagrado Coração de Jesus, na Vila da Fábrica, em Camaragibe.
Durante o presbiterado realizou as seguintes atividades:
- Vigário paroquial em 1991, em Paulista, Pernambuco;
- Administrador paroquial da Paróquia do Sagrado Coração de Jesus em Camaragibe;
- Formador dos estudantes de teologia em Pernambuco (1992-1994);
- Presbítero na Paróquia Nossa Senhora de Fátima (Paratibe, Paulista, Pernambuco) entre 1997 e 2005 e entre 2009 e 2015;
- Presbítero na Paróquia de São Pedro (Tamandaré, Pernambuco) entre 2006 e 2009;
- Presbítero na Paróquia de São Pio X (Camaragibe, Pernambuco) entre 2016 e 2017;
- Capelão do Carmelo da Imaculada Conceição;

Como membro da Congregação dos Sacerdotes do Sagrado Coração de Jesus (SCI), desenvolveu as seguintes ações:
- Formador e reitor de seminário;
- Vice-provincial e secretário provincial (Governo da Província Brasil-Recife);
- Membro da Comissão Dehoniana de Teologia da América Latina;[4]

Exercendo a função de professor, André Vital lecionou Sagrada Escritura nas seguintes instituições:
- Instituto Franciscano de Teologia, em Olinda, Pernambuco;
- Instituto Carmelita de Teologia, em Recife, Pernambuco;
- Seminário Diocesano São João Maria Vianney, em Campina Grande, Paraíba;
- Faculdade de Filosofia de Caruaru, Pernambuco;
- Foi professor convidado do Curso de Especialização em Hermenêutica Bíblica da Universidade Católica de Pernambuco (Unicap);
- Também assessorou retiros e formação bíblica para diversos grupos e pastorais.

## Episcopado
André Vital Félix da Silva foi nomeado 6º bispo de Limoeiro do Norte pelo Papa Francisco, em 10 de maio de 2017.
Recebeu a ordenação episcopal no dia 08 de julho de 2017, no Santuário Arquidiocesano de Nossa Senhora de Fátima, em Recife, das mãos do Bispo de Neuquén (Argentina) Dom Virginio Bressanelli, SCI, do arcebispo de Olinda e Recife Dom Fernando Saburido, OSB, e do arcebispo metropolitano da Paraíba Dom Frei Manuel Delson Pedreira da Cruz, OFM.
Lema: Com os olhos fixos em Jesus, tirado da Carta aos Hebreus (12,2) como inspiração para o ministério do bispo Dom André Vital, cujos olhos devem estar sempre voltados e fixados no Supremo e Bom Pastor, Jesus Cristo. Em latim, "Aspicientes in Iesum".

## Sucessão
Dom André Vital Félix da Silva é o 6º bispo de Limoeiro do Norte, sucedendo ao alemão Dom Frei José Haring.